# Masalia fissa
Masalia fissa är en fjärilsart som beskrevs av Aurivillius 1925. Masalia fissa ingår i släktet Masalia och familjen nattflyn. Inga underarter finns listade i Catalogue of Life.